# Romy Müller
Romy Schneider-Müller, nemška atletinja, * 26. julij 1958, Lübbenau, Vzhodna Nemčija.
Nastopila je na poletnih olimpijskih igrah leta 1980, kjer je osvojila naslov olimpijske prvakinje v štafeti 4x100 m ter četrto mesto v teku na 200 m in peto mesto v teku na 100 m. Leta 1980 je z vzhodnonemško reprezentanco postavila dva svetovna rekorda v štafeti 4 x 100 m, tudi ob olimpijski zmagi.